# Serghei Dimitriu
Serghei Dimitriu (în rusă Сергей Васильевич Димитриу) (n. 1892 – d. 1937) a fost un lider comunist din Republica Autonomă Socialistă Sovietică Moldovenească, care a îndeplinit funcția de președinte al Sovietului Comisarilor Poporului al RSSA Moldovenești (1928-1932).

## Biografie
Serghei Dimitriu s-a născut în anul 1892.
În perioada 1928 - aprilie 1932 a îndeplinit funcția de președinte al Sovietului Comisarilor Poporului al RSSA Moldovenești.
A încetat din viață în anul 1937.